# Jeremy Jordan (ur. 1973)
Jeremy Jordan, właśc. Donald Henson (ur. 19 września 1973 w Hammond w stanie Indiana) – amerykański aktor, piosenkarz i kompozytor.

## Życiorys
Wychował się w pobliżu Calumet City w stanie Illinois. Rozpoczął swoją karierę, gdy 13 kwietnia 1993 roku ukazała się jego płyta „Try My Love”, wydana przez Giant Records. Piosenka z płyty – „The Right Kind Of Love” (współfinansowana napisana w koprodukcji Robbie'go Nevila), trafiła czternaste miejsce listy przebojów Top 20, a utwór „Wannagirl” znalazł się na Billboard Hot 100. Dodatkowo, „My Love Is Good Enough” i „Try My Love” zostały wykorzystane w komedii przygodowej Odlotowe szaleństwo (Airborne, 1993), a przebój „Class of Beverly Hills” można było usłyszeń w operze mydlanej Beverly Hills, 90210 (1992).

## Dyskografia

### Albumy
- Try My Love (1993)

utwory
1. Interlude (Jeremy Jordan) – 1:26
2. My Love Is Good Enough (Robbie Nevil; Steve Dubin) – 4:56
3. Wannagirl (Keith Thomas; Tony Haynes) – 4:29
4. The Right Kind Of Love (Lotti Golden; Robbie Nevil; Tommy Faragher) – 4:33
5. Try My Love (Nick Mundy) – 4:55
6. Do It To The Music (Al B. Sure!; Kyle West) – 4:35
7. A Different Man (Dave Simmons; Emanuel Officer; John Howcott) – 4:54
8. Lovin' On Hold (Donald Parks; Emanuel Officer; John Howcott) 4:31
9. I Wanna Be With You (Darcy Touré; Donald Parks; Emanuel Officer; John Howcott) – 4:36
10. Girl You Got It Goin' On (B. Wild; Rhett Lawrence; Tony Haynes) – 3:38
11. Show Me Where It Hurts (Laythan Armor; Robbie Nevil) – 4:28
12. My Name Is J.J. (Al B. Sure!) – 4:32
13. It's Alright (This Love Is For Real) (Lotti Golden; Robbie Nevil; Tommy Faragher) – 3:50

- Jeremy The Remix (1993)

utwory
1. The Right Kind Of Love [Main Mix No Rap] – 4:09
2. The Right Kind Of Love [Sex Mix] – 4:31
3. The Right Kind Of Love [Rock Solo]
4. The Right Kind Of Love [Quiet Storm Mix] – 5:45
5. Wannagirl [Preferredgirl Pop Mix]
6. Wannagirl [A Cappella Mix]
7. Wannagirl [Streetgirl Instrumental]
8. Try My Love [Radio Version]
9. Try My Love [Vocal Breakdown]

### Single
- 1992: „The Right Kind of Love” (5 listopada)
- 1993: „Wannagirl” (1 lipca)
- 1994: „My Love is Good Enough” (12 maja)

## Filmografia

### Filmy fabularne
- 1995: Życie nagich dziewcząt (Live Nude Girls) jako Jeffery, chłopak z Greenpeace'u
- 1995: Zostawić Las Vegas (Leaving Las Vegas) jako Chłopak #2 z college’u
- 1996: Eko-jaja (Bio-Dome) jako Trent
- 1996: Poolboy jako Poolboy
- 1996: Zła miłość (Twisted Desire) jako Nick Ryan
- 1996: Historie z metra: Podziemne opowieści (SUBWAYStories: Tales from the Underground) jako Chłopak 2
- 1997: Donikąd (Nowhere) jako Bart Sighvatssoh
- 1998: Zwyczajne marzenia (Falling Sky) jako Vance
- 1999: Ten pierwszy raz (Never Been Kissed) jako Guy Perkins

### Seriale TV
- 1994: Ledwo dozwolone  (ABC Afterschool Specials) – odc. Chłopcy będą chłopcami (Boys Will Be Boys) jako Johnny
- 1997: Pistolet (Gun) jako Baggy Pants
- 1999: Sztorm stulecia (Storm of the Century) jako Billy Soames